# N61 (België)
De N61 is een gewestweg in de Belgische provincie Luik. De weg verbindt de N30 in Chênée bij Luik met de N68 in Eupen. De route ligt grotendeels parallel aan de rivier Vesder en de spoorlijn 37 Luik - Aken. Zowel de rivier als de spoorlijn worden meerdere malen gekruist.
De N61 heeft een lengte van ongeveer 40 kilometer.

## Plaatsen langs de N61
- Chênée
- Vaux-sous-Chèvremont
- Chaudfontaine
- Prayon
- Trooz
- Fraipont
- Nessonvaux
- Goffontaine
- Pepinster
- Ensival
- Verviers
- Stembert
- Limburg
- Baelen
- Eupen

## Aftakkingen

### N61a
De N61a is een 1,4 kilometer lange aftakking van de N61 in Chênée/Luik. De route begint aan de oostkant van Chênée waar het aansluit op de N61 en gaat via de Quai Henri Borguet naar de N30 toe. Hierbij gaat de weg met een viaduct onder de HSL 3 door.

### N61b
De N61b is een 4,4 kilometer lange verbinding tussen de N61 en N672 bij de plaats Stembert. De route begint ten noorden oosten van Stembert aan de N61 en gaat via de Rue de la Papeterie, Avenue Fernand Desona en Avenue Jean Lambert door Stembert heen om aan de zuidwestkant aan te sluiten op de N672.

### N61d
De N61d is een 450 meter lange verbindingsweg in Verviers. De route verbindt de N61 nabij het treinstation Verviers-Centraal met de R61 via de Rue de la Concorde.

### N61e
De N61e is een 450 meter lange verbindingsweg tussen de N61 en de R61 in Verviers. De route gaat over de Rue Grand'Ville en is alleen te berijden vanuit de richting Pepinster richting de A27 E42 naar het zuiden toe.